# Jon Teske
Jon Teske (Indianapolis, 4 mei 1997) is een Amerikaans voormalig basketballer.

## Carrière
Teske speelde collegebasketbal voor de Michigan Wolverines van 2016 tot 2020. In de NBA draft van 2020 werd hij niet gekozen maar hij tekende daarna wel een contract bij de Orlando Magic. Zijn contract werd echter gestopt in december 2020 en hij tekende bij de opleidingsploeg Lakeland Magic. In maart 2021 tekende hij bij de Belgische eersteklasser BC Oostende maar vertrok daar om persoonlijke redenen zonder een wedstrijd te spelen. Hij speelde in de zomer van 2021 voor de Orlando Magic in de NBA Summer League.
Zijn contract werd weer ontbonden voor het seizoen en hij keerde terug naar de Lakeland Magic. Begin januari 2022 tekende hij een 10-dagen contract bij de Memphis Grizzlies. Nadien keerde hij terug naar de Lakeland Magic, aan het einde van het seizoen stopte hij met profbasketbal. In oktober 2022 werden zijn rechten nog geruild naar de South Bay Lakers in ruil voor de rechten van Jemerrio Jones.

## Erelijst
- NBA G League-kampioen: 2021

## Statistieken

### Regulier seizoen
| Seizoen  | Team              | WG | WS | MPW | 2P% | 3P% | FW% | RPW | APW | SPW | BPW | PPW |
| -------- | ----------------- | -- | -- | --- | --- | --- | --- | --- | --- | --- | --- | --- |
| 2021/22  | Memphis Grizzlies | 3  | 0  | 2,7 | 0,0 | —   | 0,0 | 0,7 | 0,3 | 0,3 | 0,0 | 0,0 |
| Carrière | Carrière          | 3  | 0  | 2,7 | 0,0 | —   | 0,0 | 0,7 | 0,3 | 0,3 | 0,0 | 0,0 |